# Station Orrell Park
Orrell Park is een spoorwegstation van National Rail in Liverpool in Engeland. Het station is eigendom van Network Rail en wordt beheerd door Merseyrail. 